# Nomex

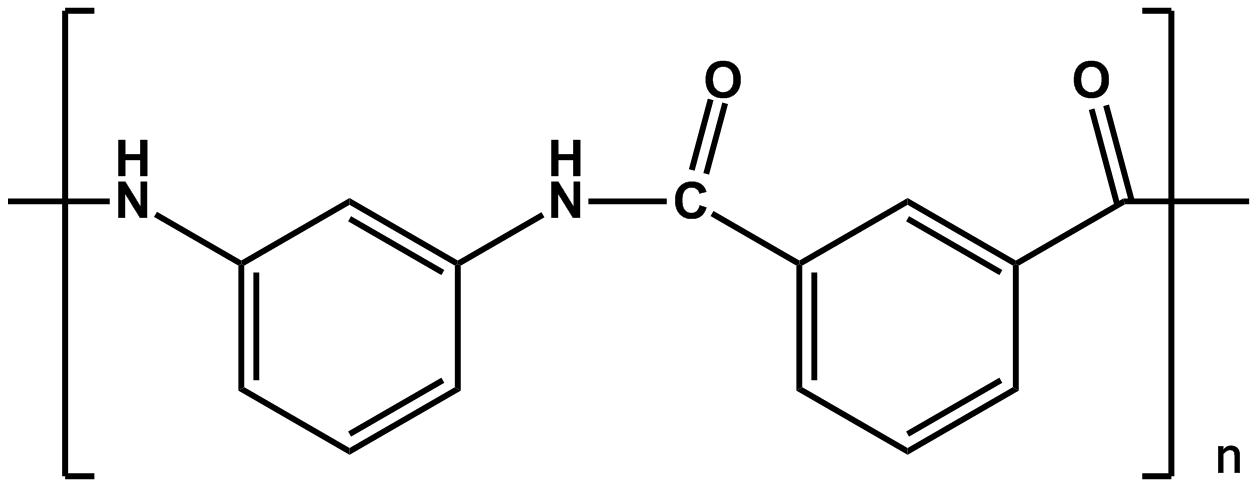
Chemická struktura nomexu

Nomex je meta-aramidové vlákno se silnou odolností proti vysokým teplotám.
Výroba nomexových vláken byla vyvinuta na začátku 60. let 20. století a uvedena na trh v roce 1967 americkou společností DuPont.
Při podobné tažné pevnosti jako polyamidová vlákna se nomex při 370 °C začne rozkládat a při 400 °C zuhelnatí. Ještě při 175 °C zůstává vlákno bez ztráty pevnosti. Vlákno je odolné proti organickým chemikáliím, alkáliím, bělidlům a záření beta a gama.
Použití: ochranné oděvy, speciální šicí nitě, filtry, padáky, rukavice, boty

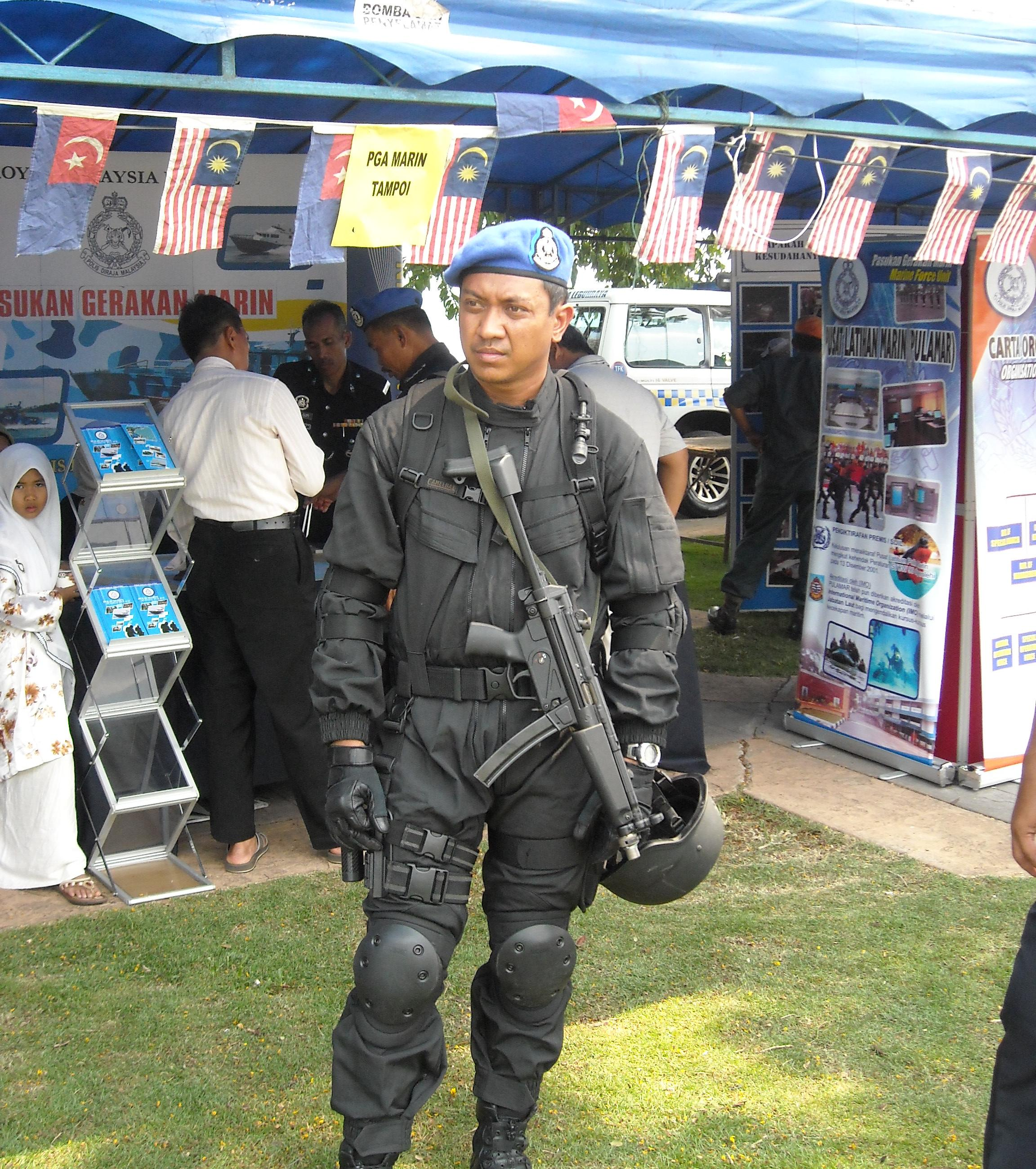
Uniforma malajsijské policie z nomexové tkaniny